# Kamtha
Kamtha fou un estat tributari protegit del tipus zamindari, a l'Índia, districte de Bhandara a les Províncies Centrals, actual Madhya Pradesh. Pagava una renda de 4.580 lliures. Estava format per 126 pobles, amb una superfície de 702 km² i una població el 1881 de 78.816 habitants. Fou concedit al segle XVIII a la família Kunbi però fou confiscat per haver-se revoltat contra el rajà de Nagpur el 1818 i fou concedit a un senyor Lodhi que va acceptar determinats pagaments, i els descendents del qual el van tenir fins a la seva abolició. La capital era Kamtha a 21° 31′ N, 80° 21′ E / 21.517°N,80.350°E amb una població el 1881 de 1.612 habitants. La residència del zamindar era l'edifici principal, estant rodejat per muralla i rasa.